# Bergrheinfeld
Bergrheinfeld (unterfränkisch: Berch) ist eine Gemeinde im unterfränkischen Landkreis Schweinfurt.
Der südwestliche Vorort von Schweinfurt liegt am rechten Ufer des Mains. Typisch für den Ortskern des einstigen Straßendorfes sind die traufseitigen Natursteinhäuser. Bergrheinfeld liegt am Nordrand des Fränkischen Weinlandes. Überregional ist Bergrheinfeld als wichtiger deutscher Stromleitungsknoten und ein Ende von Suedlink bekannt.

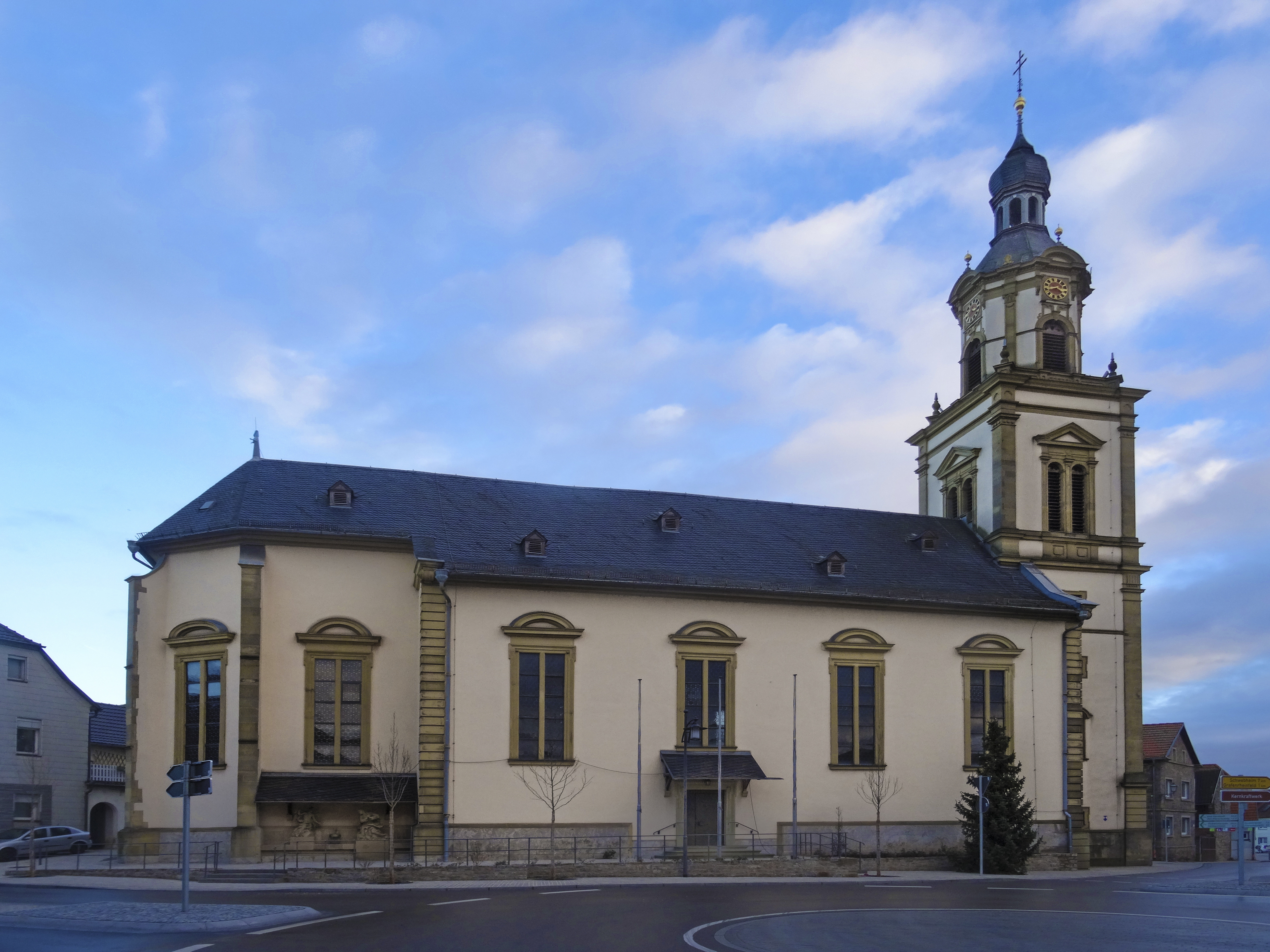
Katholische Kirche Mater Dolorosa

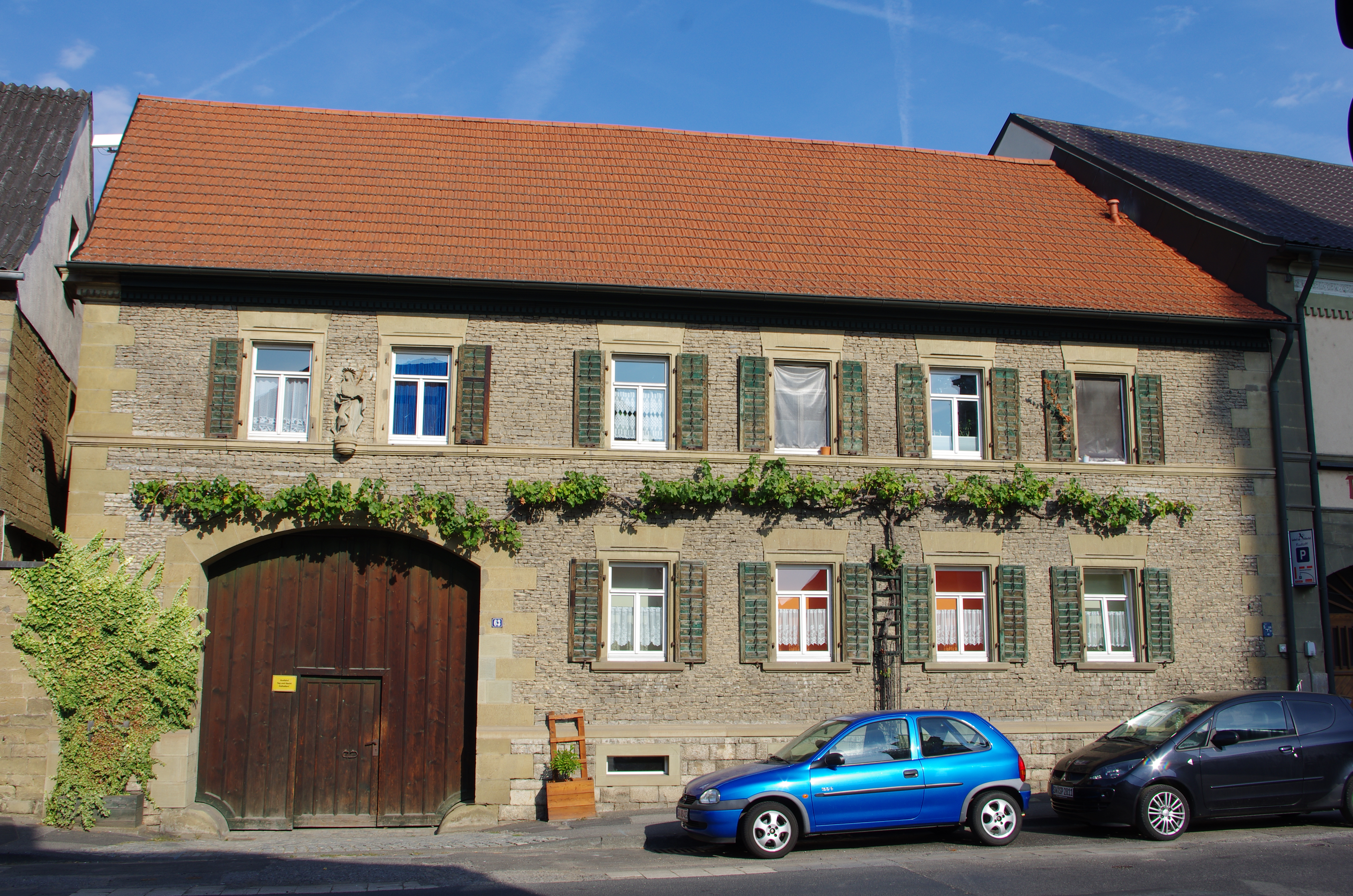
Traufseitiges Natursteinhaus,
typisch für Bergrheinfeld

## Etymologie
Der Name Rheinfeld wurde ursprünglich für Berg-, Grafenrheinfeld und Oberndorf verwendet. Bergrheinfeld liegt mit 208 m ü. NHN nur 2 Meter höher als Grafenrheinfeld, was aber bei der Gefahr durch Hochwasser einen maßgeblichen Unterschied ausmacht. Deshalb wurde zur Unterscheidung der gleichnamigen Ortschaften der Name Bergrheinfeld gebräuchlich.

## Geografie

### Lage
Bergrheinfeld liegt im waldarmen Westen des Schweinfurter Beckens, zwischen Main und Wern. Die Fluren werden von Ackerbau und Hochspannungsleitungen geprägt. Am östlichen und südlichen Rand des Gemeindegebietes liegen Auwälder und zahlreiche kleinere Seen (siehe: Schutzgebiete). Im Ortsteil Garstadt wird im kleinen Maße Weinbau betrieben (0,3 ha Rebfläche).
Bergrheinfeld liegt innerhalb eines wichtigen Infrastrukturknotenpunktes an der südwestlichen Peripherie Schweinfurts, wo Autobahnen, Straßen, Bahnlinien und Hochspannungsleitungen zusammenlaufen, mit einem Leitungsknoten von nationaler Bedeutung (siehe: Leitungsknoten Bergrheinfeld).

### Gemeindegliederung
Es gibt zwei Gemeindeteile (in Klammern ist der Siedlungstyp angegeben):
- Bergrheinfeld (Pfarrdorf)
- Garstadt (Kirchdorf)

### Nachbargemeinden
Bergrheinfeld hat sechs Nachbargemeinden, von denen sich mit Ausnahme der kreisfreien Stadt Schweinfurt alle im Landkreis Schweinfurt befinden.
|         | Geldersheim                                 | Schweinfurt     |
| Werneck | Kompassrose, die auf Nachbargemeinden zeigt | Grafenrheinfeld |
|         | Waigolshausen                               | Röthlein        |

### Bergrheinfelder Insel
Die heutige Gemeindegrenze zwischen dem rechtsmainischen Berg- und dem linksmainischen Grafenrheinfeld folgt nicht dem Main, sondern im Bereich der Altmainschleife Süd dem einstigen Verlauf des Flusses (Altmain) bis zur Mainkorrektion von 1823.
Der  Altmain blieb abschnittsweise in Form von Altwassern erhalten. Der linksmainische Bereich Bergrheinfelds zwischen Main und Altmainschleife Süd ist weitgehend von Wasser umgeben und wird heute Bergrheinfelder Insel genannt. Zu ihr gehören die Flurabteilungen Im Sand und Im Waidig. Die Bergrheinfelder Insel ist einschließlich des dort gänzlich zu Bergrheinfeld gehörenden Altmains 2,15 km² groß. Das brettflache Areal wird seit der Mainkorrektion von 1823 durch einen in den 1960er Jahren ausgebauten Deich entlang des begradigten Mains vor Hochwasser geschützt.
Die Bergrheinfelder Insel (204 bis 205 m ü. NHN) liegt 1 bis 2 Meter über dem Wasserspiegel des Mains bei normalem Wasserstand (203 m ü. NHN zwischen der Staustufe Schweinfurt und der Staustufe Garstadt). Die Bergrheinfelder Insel ist unbewohnt, unbewaldet, wird ausschließlich landwirtschaftlich genutzt und ist trotz ihrer nahen Lage am Kernkraftwerk Grafenrheinfeld frei von Hochspannungsleitungen.
Siehe auch: Flutpolder Bergrheinfeld und Grafenrheinfeld, Gemeindegebiet

## Geschichte

### Vorgeschichte
Die früheste bekannte Besiedlung des Gemeindegebietes erfolgte 2900 bis 2200 vor Christus.

### Mittelalter
Grafenrheinfeld entwickelte sich aus der einstigen Siedlungs- und Gemarkungseinheit, bzw. gemeinsamen Pfarrei Rheinfeld (siehe auch: Etymologie).

### Mainkorrektion 1823
Der Main durchlief zwischen Berg- und Grafenrheinfeld mehrere Schleifen. 1823 wurde er dort durch die Mainkorrektion der Bayerischen Staatsregierung durch  vier aufeinander folgende Durchstiche begradigt, wodurch die Mainschleifen zu Altwassern wurden (Altmain) und teilweise verlandeten. Ein Vorläufer des heutigen Maindeichs wurde an derselben Stelle angelegt, der dem begradigten Main folgte. Durch die Mainkorrektion wurden die linksmainischen Gebiete Bergrheinfelds vom Ort abgeschnitten.

### Eingemeindungen

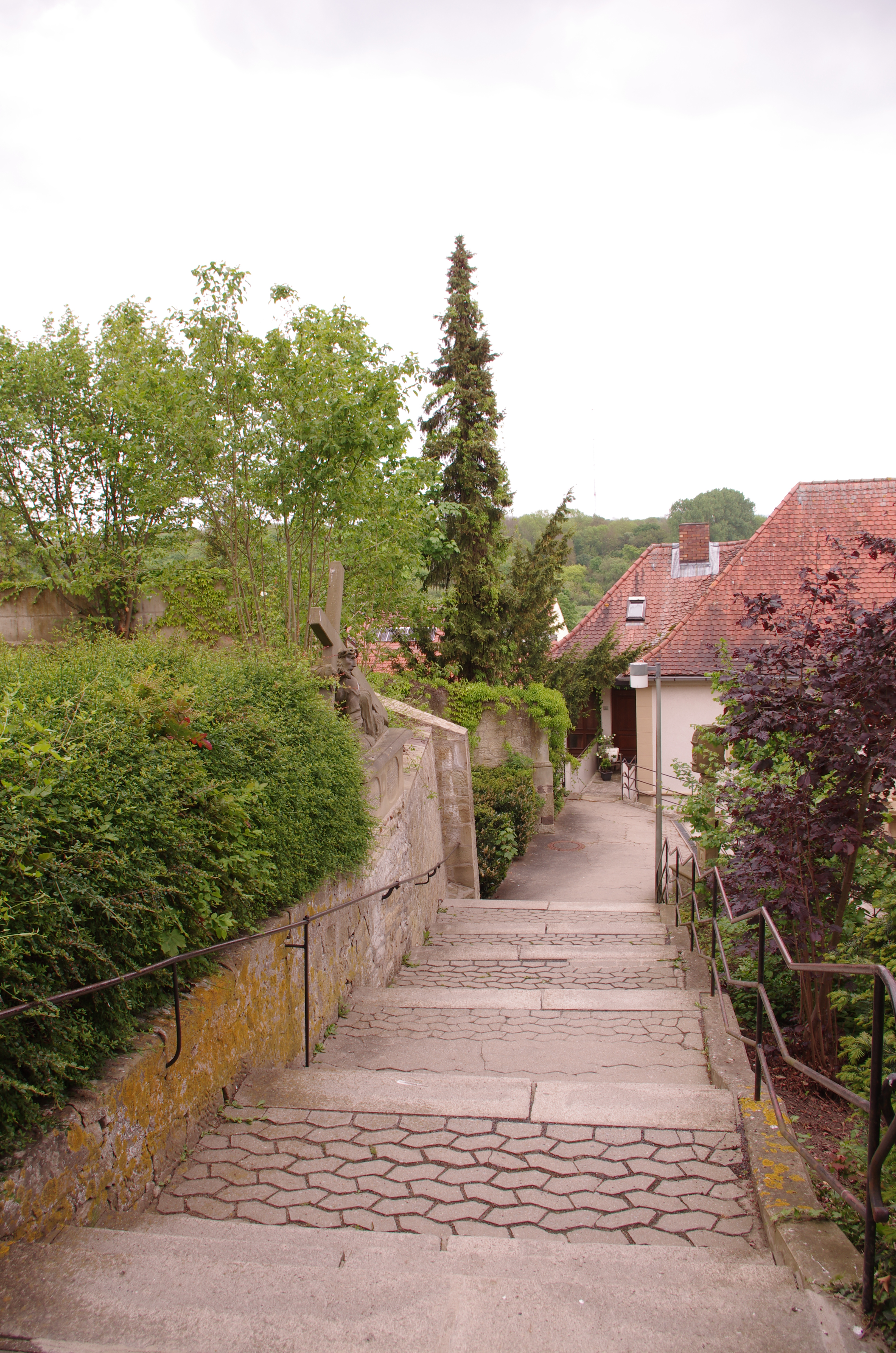
Kirchsteig in Garstadt

Im Zuge der Gebietsreform in Bayern wurde am 1. Juli 1971 die Gemeinde Garstadt eingegliedert.

### Einwohnerentwicklung
Der Schweinfurter Vorort verzeichnet aufgrund eines begrenzten Wohnangebotes in Schweinfurt stetiges Einwohnerwachstum.
| - 1961: 3790 Einwohner, davon 279 in Garstadt - 1970: 4410 Einwohner, davon 299 in Garstadt - 1991: 4701 Einwohner - 1995: 4909 Einwohner | - 2005: 4976 Einwohner - 2010: 5092 Einwohner - 2015: 5334 Einwohner - 2018: 5315 Einwohner |

Im Zeitraum 1988 bis 2018 stieg die Einwohnerzahl von 4476 auf 5315 um 839 Einwohner bzw. um 18,7 %.
Quelle: BayLfStat

## Politik
- SPD: 3
- Grüne: 2
- FWG: 6
- CSU: 9

### Gemeinderat
Der Gemeinderat hat (ohne Bürgermeister) 20 Mitglieder. Nach der Wahl zum Gemeinderat am 15. März 2020 ergab sich die im nebenstehenden Diagramm dargestellte Sitzverteilung.

### Bürgermeister
Erster Bürgermeister ist Ulrich Werner (CSU) der am 12. März 2017 erstmals gewählt wurde und sein Amt am 1. Mai 2017 antrat; die Amtszeit läuft bis 30. April 2023.

### Interkommunale Allianz
Die Gemeinde ist Mitglied in der Interkommunalen Allianz Oberes Werntal.

### Wappen
| | Blasonierung: „Über goldenem Dreiberg gespalten, vorne in Blau ein mit drei blauen Ringen belegter silberner Schräglinksbalken, hinten in Rot drei silberne Spitzen.“ |
| Wappenbegründung: In der vorderen Schildhälfte steht das Wappen des Würzburger Fürstbischofs Echter von Mespelbrunn. Es ist zugleich das Wappen des Juliusspitals in Würzburg, das der Fürstbischof 1576 gegründet hat. 1663 kam Bergrheinfeld in den Besitz des Spitals, das bis zum Ende des Alten Reichs 1803 alleiniger Dorf- und Gerichtsherr war. Bergrheinfeld gehörte zum Territorium des Bistums Würzburg. Daran erinnern die drei silbernen Spitzen in Rot, der Fränkische Rechen. Der Dreiberg steht redend für den Ortsnamenbestandteil Berg-. | |

## Kultur und Sehenswürdigkeiten

### Baudenkmäler
Bergrheinfeld und seine Nachbarorte Grafenrheinfeld und Geldersheim waren die katholischen Orte des Hochstiftes Würzburg, die der protestantischen Region um Schweinfurt im Südwesten am nächsten lagen. In der Gegenreformation förderten die Würzburger Fürstbischöfe diese Vorposten aus Sorge vor der lutherischen Lehre auch durch den Bau prächtiger, barocker Dorfkirchen und die Aufstellung von zahlreichen Bildstöcken, Wegkreuzen, Prozessionsaltären und katholischen Heiligenfiguren, die Fluren und Ortsbilder im scharfen Gegensatz zur ehemaligen Reichsstadt Schweinfurt prägen.
Die katholische Pfarrkirche Mater Dolorosa (deutsch: Schmerzensmutter, 1688–93) von Christian Hermann ist ein hochbarocker Saalbau mit eingezogenem Chor und Turm mit Welscher Haube, der 1873 erneuert wurde. Das Rathaus (Hauptstraße 38; 1666–67) mit Fachwerkobergeschoss war eine Vogtei bzw. ein Rentamt des Juliusspitals Würzburg. Das Zehnthaus (Hauptstraße 36) ist im Kern von 1666 und beherbergt seit Renovierung und Umbau im Jahre 1986 die Gemeindebibliothek. Das Gartenhaus an der Straße Im Keilgarten mit Fachwerkobergeschoss stammt aus der zweiten Hälfte des 18. Jahrhunderts.
Die katholische Kuratiekirche (Quasipfarrei) St. Michael in Garstadt (1691–94) von Georg Baumann ist ebenfalls ein hochbarocker Saalbau mit eingezogenem Chor und Turm mit Welscher Haube. Der Gasthof zum Schiff in Garstadt stammt aus dem 17. Jahrhundert.

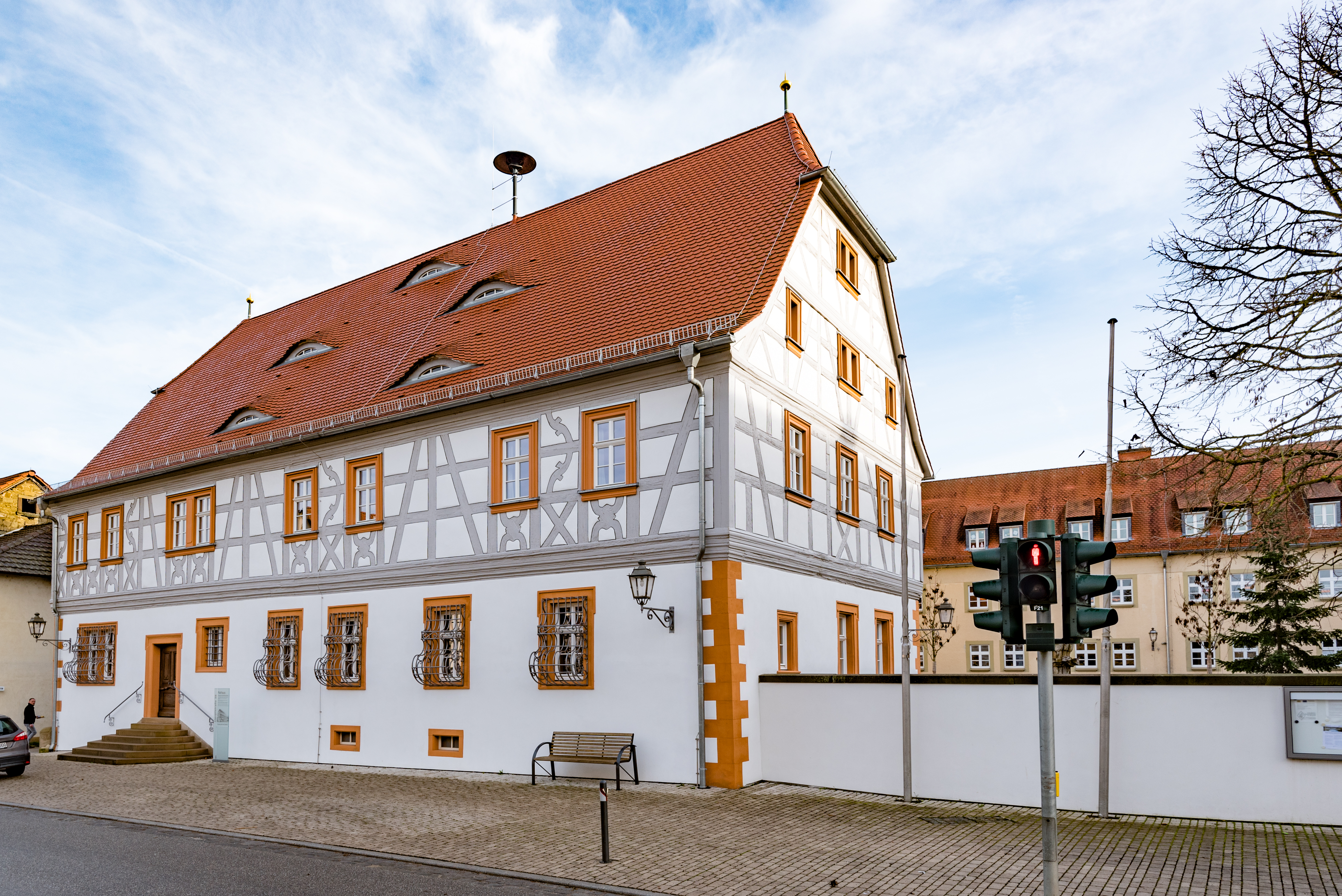
Rathaus, ehem. Vogtei (1667)
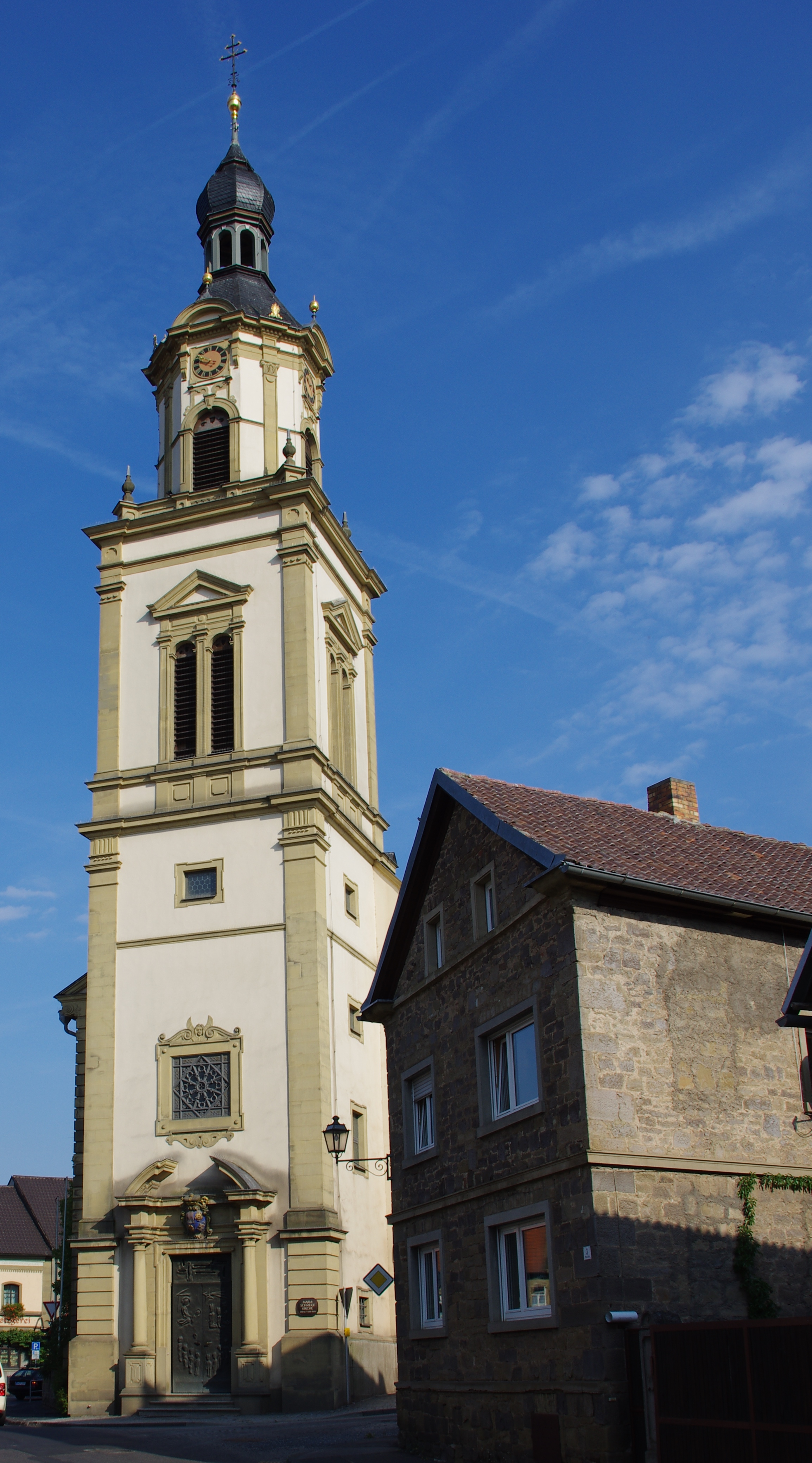
Mater Dolorosa (1693)
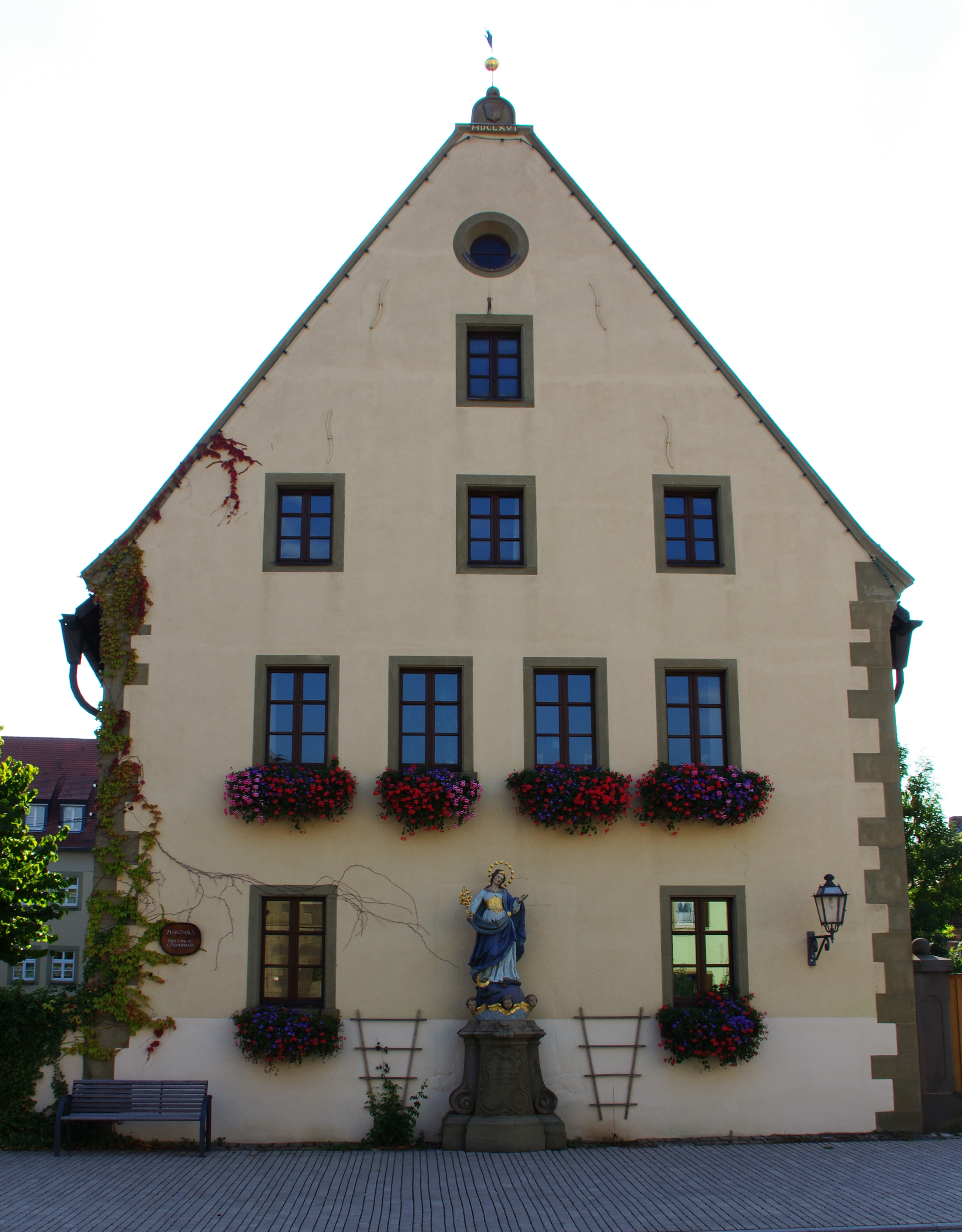
Zehnthaus, Gemeinde-Bibliothek (1666)
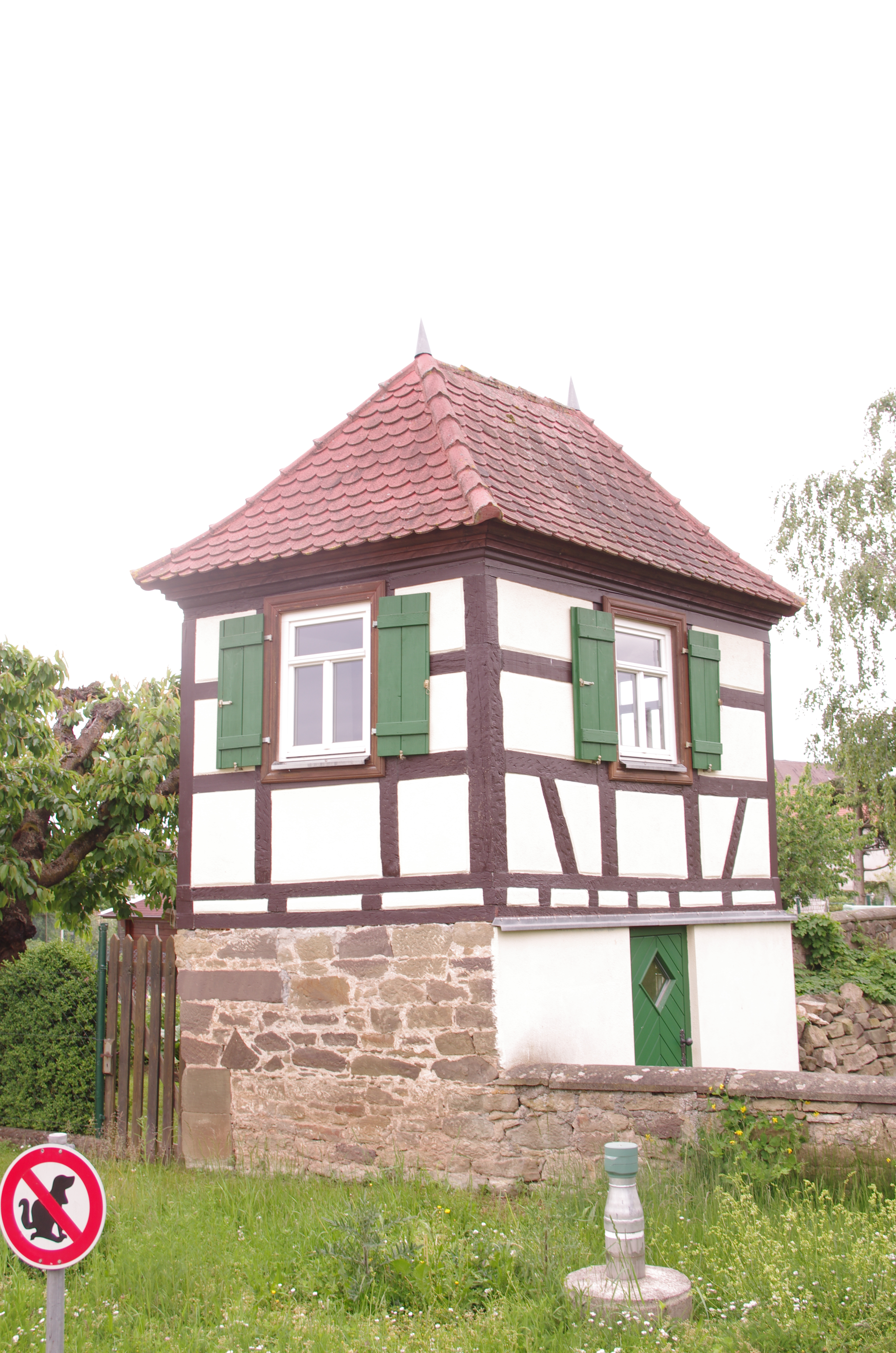
Gartenhaus (18. Jh.)
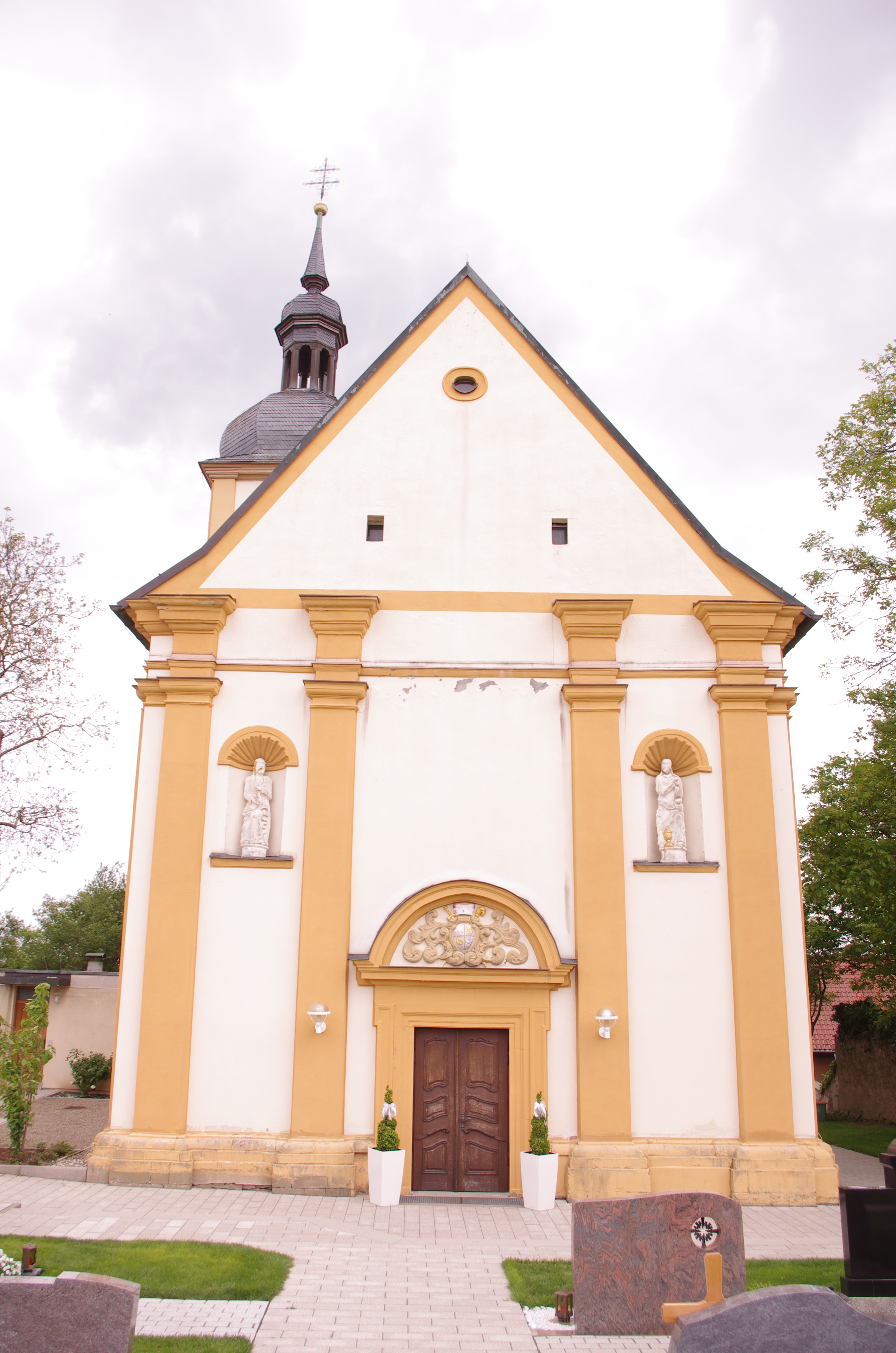
St. Michael, Garstadt (1694)
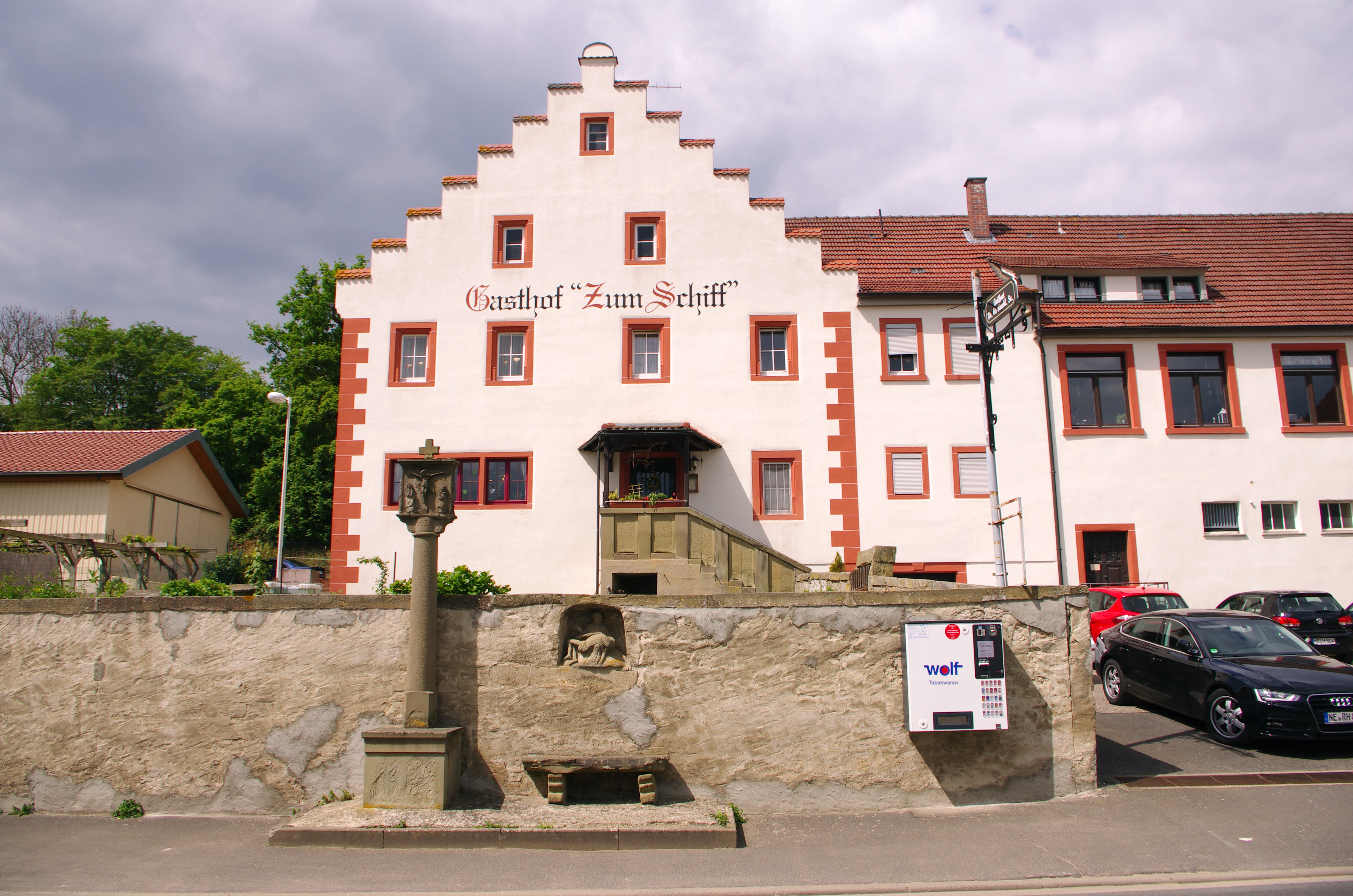
Gasthof zum Schiff, Garstadt (18. Jh.)

### Bodendenkmäler
Im Rahmen der Vorarbeiten für das Umspannwerk Bergrheinfeld West (siehe: Bergrheinfeld West und Suedlink) wurde das bisher zweitgrößte schnurkeramische Gräberfeld Bayerns ergraben. Insgesamt wurden Gräber von 26 Frauen, Männern und Kindern freigelegt, die zwischen 2800 und 2300 vor Christus bestattet wurden.

### Schutzgebiete
Auf Bergrheinfelder Gemeindegebiet befinden sich vier Naturschutzgebiete.
Im Süden der Altmainschleife Süd liegt das Naturschutzgebiet Alter Main bei Bergrheinfeld und Grafenrheinfeld. Mit seinen Röhrichtbeständen, Hochstaudenfluren, Weidengebüschen und Ufergehölzen ist es ein wichtiger Brut- und Rastplatz für Wasservögel. Weiter südlich am Main liegt das Naturschutzgebiet Garstadter Holz. Im Südosten schließen sich daran die Gartstädter Seen (Baggerseen) an, mit dem Vogelschutzgebiet Garstadt und der Erweiterung des Vogelschutzgebietes Garstadt, bei dem jedoch nur ein kleiner Bereich auf Bergrheinfelder Gebiet liegt.

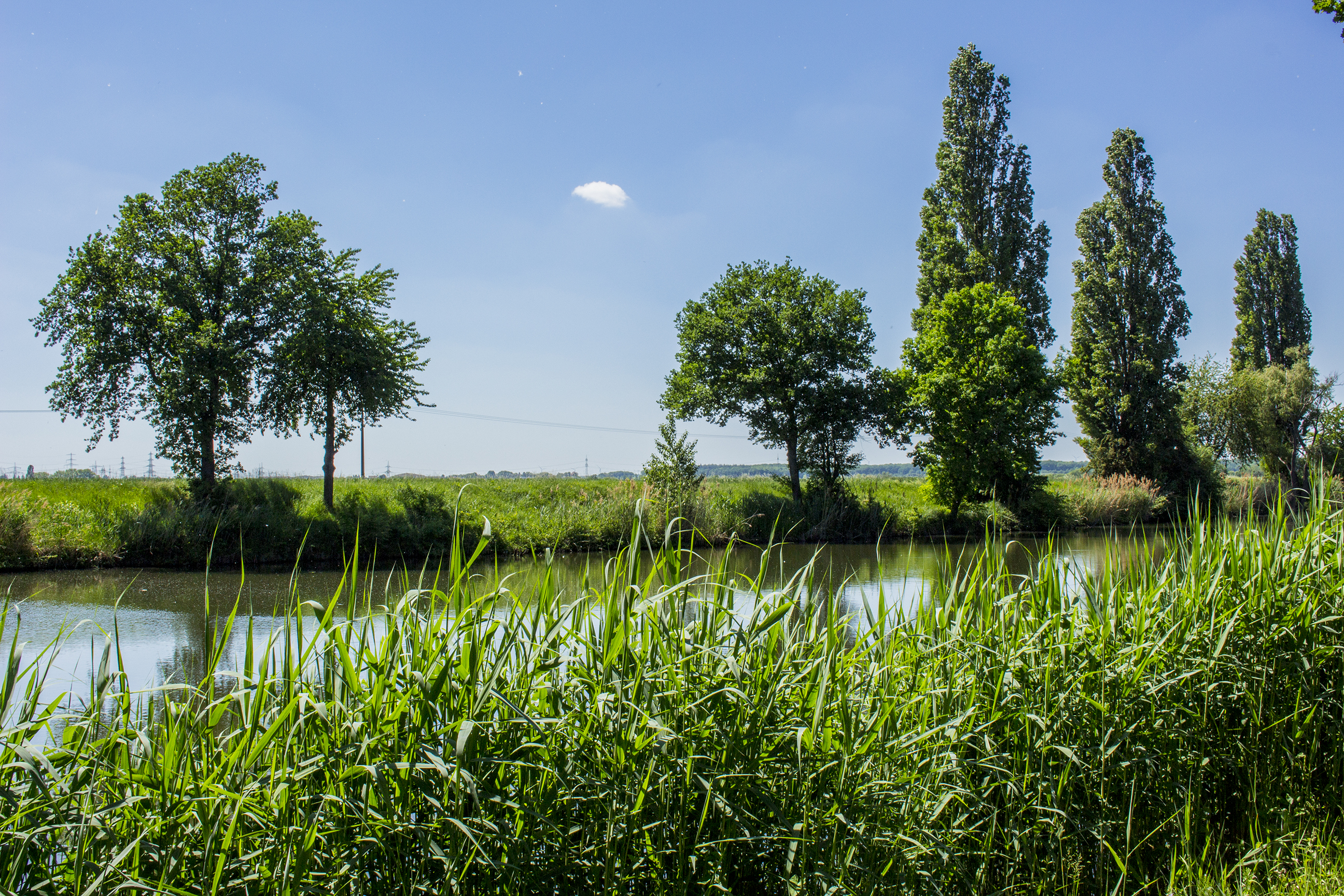
Altmainschleife Süd mit Naturschutzgebiet Alter Main bei Bergrheinfeld und Grafenrheinfeld
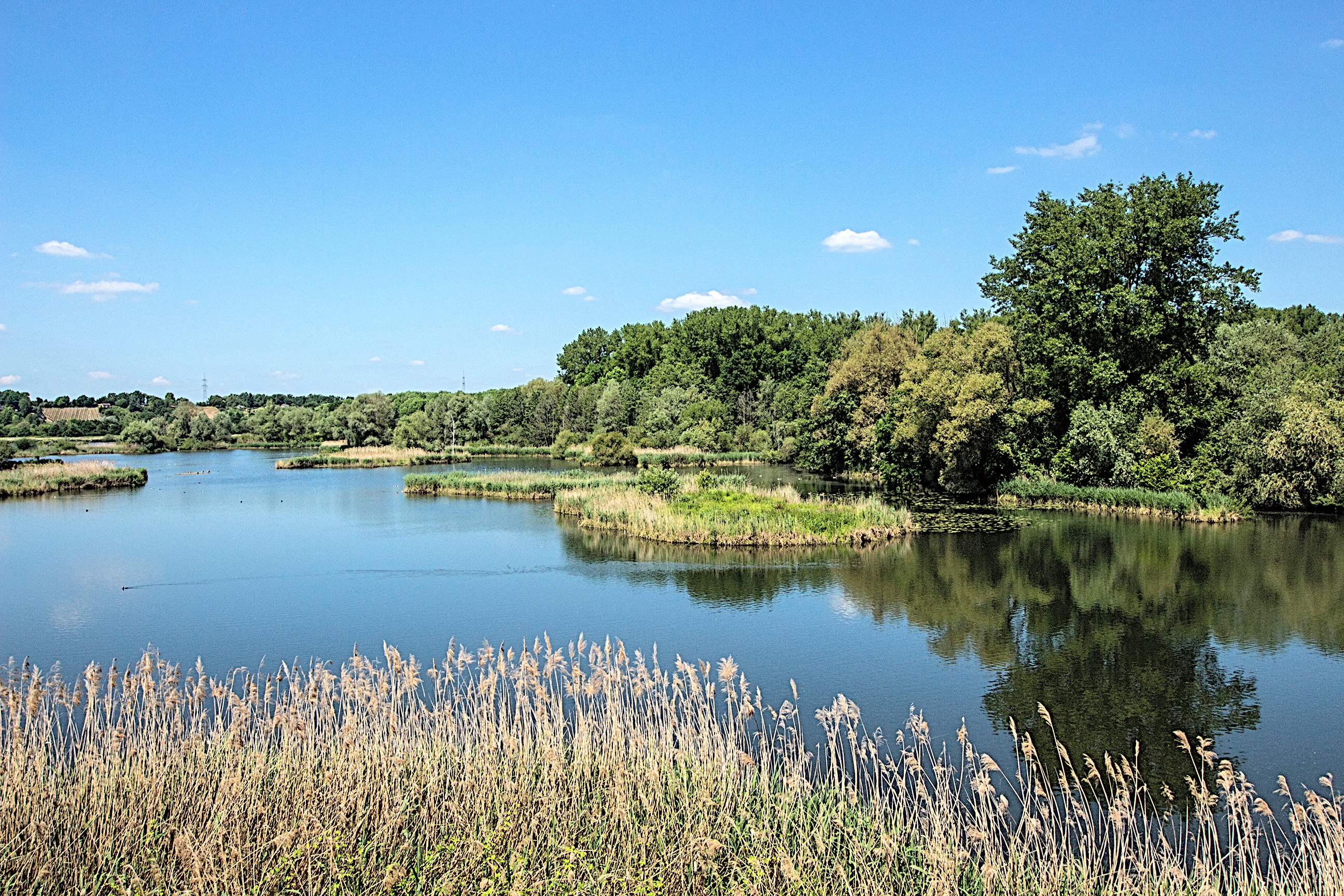
Vogelschutzgebiet Garstadt, im Hintergrund links Weinberge bei Garstadt
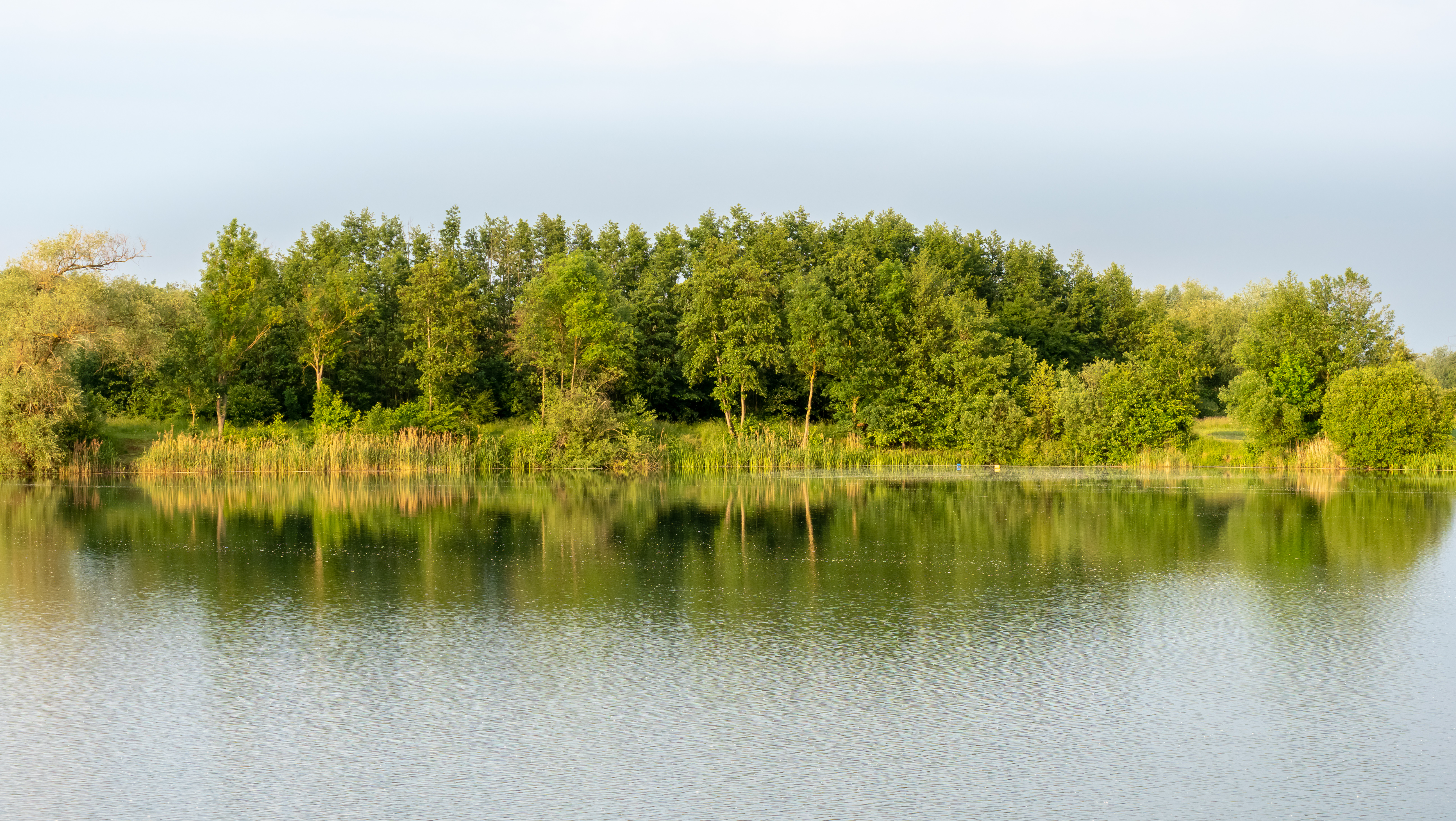
NSG Erweiterung des Vogelschutzgebietes Garstadt

### Naherholung
Eine Naherholungsanlage mit zwei Badeseen befindet sich auf der anderen Mainseite in der Altmainschleife Süd (siehe: Grafenrheinfeld, Altmainschleife Süd).
Durch Bergrheinfeld führt der 600 Kilometer lange Main-Radweg, der 2008 als erster deutscher Radfernweg vom Allgemeinen Deutschen Fahrrad-Club (ADFC) mit fünf Sternen ausgezeichnet wurde. Ferner der Main-Werra-Radweg von Meiningen über Schweinfurt nach Würzburg und der Wern-Radweg von Rottershausen unweit der Wernquelle nach Wernfeld an der Mündung der Wern in den Main.
Die Bocksbeutelstraße führt ebenfalls durch Bergrheinfeld. Ihr nächstes Etappenziel ist die nahe gelegene Volkacher Mainschleife, die Kernregion des Fränkischen Weinlandes.

### Regelmäßige Veranstaltungen
Seit 1996 findet jährlich nach den Pfingstferien die Kulturwoche im und um das Zehnthaus statt.

## Öffentliche Einrichtungen

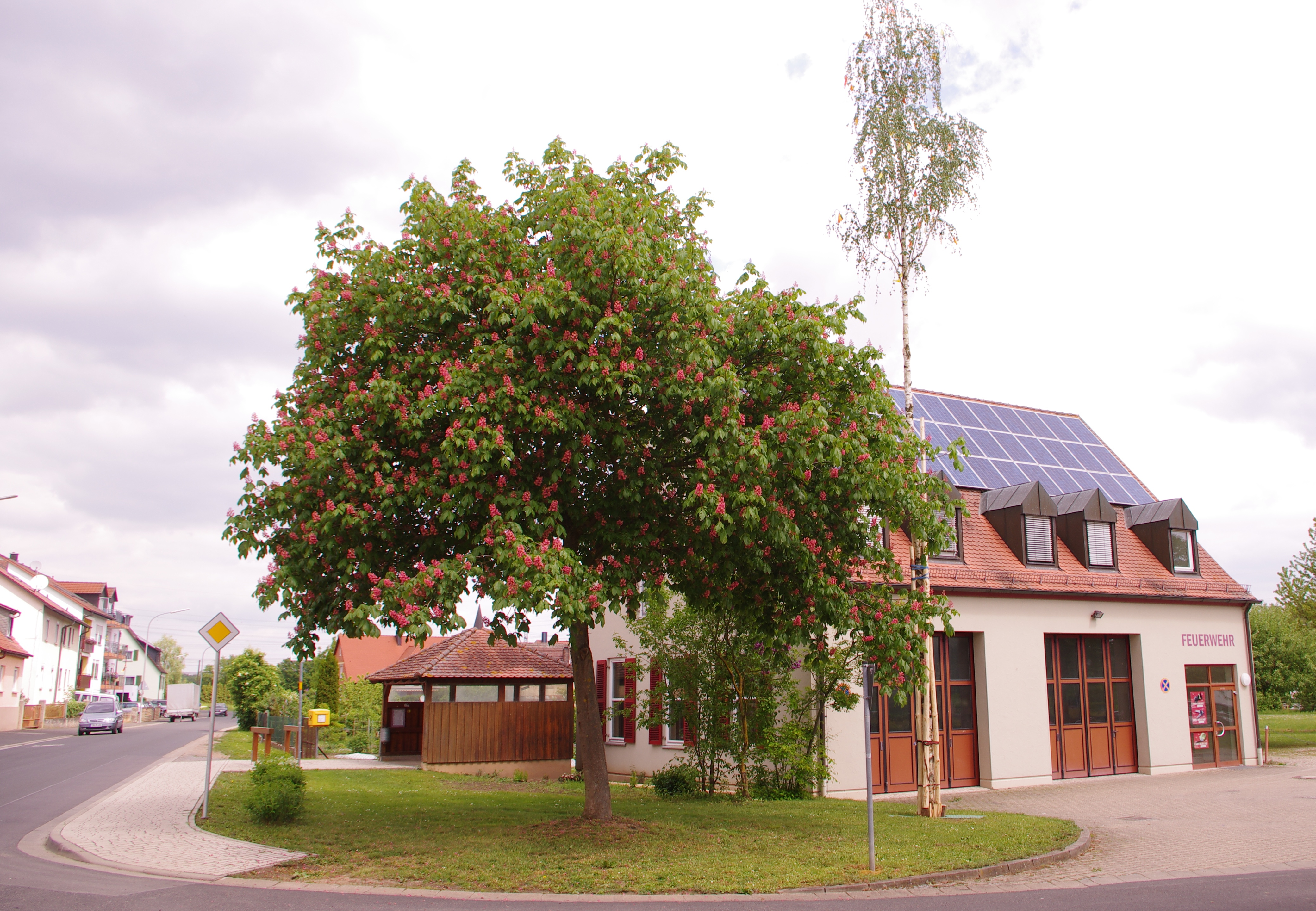
Freiwillige Feuerwehr Garstadt

| - Kindertagesstätte St. Anton - Kath. Kindergarten St. Bartholomäus - Grundschule Julius-Echter-Schule - Mittelschule Holderhecke - Musikschule - Volkshochschule-Außenstelle - Gemeindebibliothek Zehnthaus | - Mater Dolorosa (kath.) - St. Bartholomäus (kath.) - St. Michael, Garstadt (kath.) - Zum Guten Hirten (evang.) - Freiwillige Feuerwehren in Bergrheinfeld und Garstadt - Erholungsanlage Holderhecke | Taschsee: zwei Badeseen (Baggerseen) in der Altmainschleife Süd am Ortsrand von Grafenrheinfeld In Garstadt befindet sich am Main ein Sportboothafen. - Sportzentrum TSV Bergrheinfeld - Tennispoint |

## Wirtschaft und Infrastruktur
Die Gemeinde liegt an der überregionalen Entwicklungsachse Schweinfurt–Würzburg.

### Industrie
Industriegebiet Am Bahnhof

### Verkehr

#### Mainbrücke Bergrheinfeld

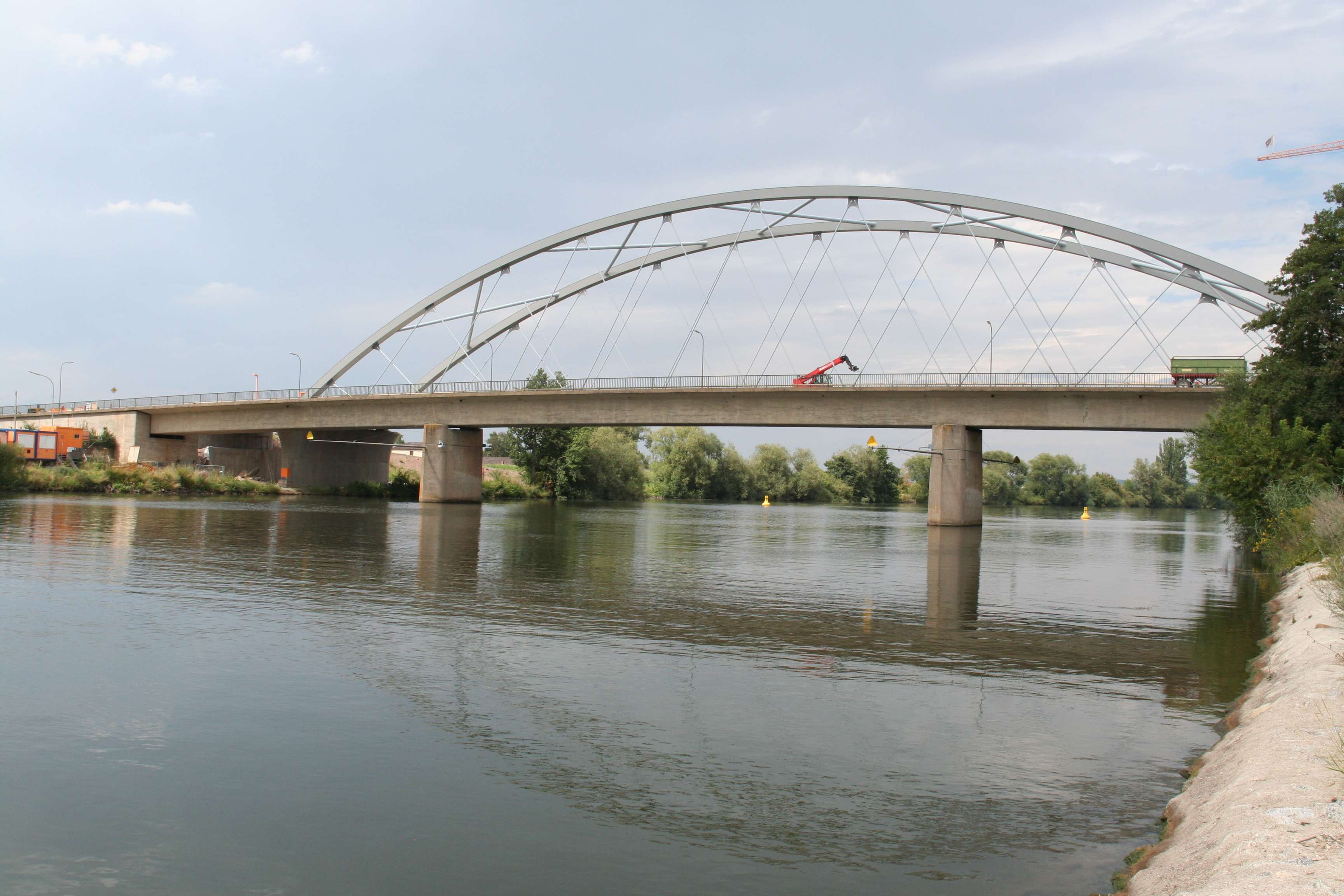
Mainbrücke Bergrheinfeld zwischen Bergrheinfeld (li.) und Grafenrheinfeld, hinter nach ihrer Fertigstellung (2009) abgebrochenen Vorgängerbrücke

Berg- und Grafenrheinfeld werden seit 1901 durch eine Mainbrücke verbunden. 2008/2009 wurde die neue Stabbogenbrücke errichtet. Ursprünglich verkehrte 600 Meter weiter nördlich (mainaufwärts) eine Fähre über den Main in seinem ursprünglichen Verlauf (siehe: Mainkorrektion 1823). Hierauf weist heute dort noch der Name der Einzellage Fährhaus auf Bergrheinfelder Gebiet hin.

#### Straße
Autobahnen:
- Autobahn 70 (E 48 Schweinfurt–Prag) Schweinfurt–Bamberg–Bayreuth, mit direkter Anschlussstelle Nr. 5 Schweinfurt/Bergrheinfeld
- auf der A 70 nach 2 km Richtung Westen Anschluss an die Autobahn 71 Dreieck Südharz–Erfurt–Schweinfurt
- auf der A 70 nach weiteren 6 km Richtung Westen Anschluss an die Autobahn 7 (E 45) Kassel–Ulm

Berlin ist über zwei nahezu gleichlange Autobahnrouten via A 70 und A 71 erreichbar
Mainbrücke: Seit 1901 verbindet die Mainbrücke Bergrheinfeld, die 2008/2009 als Stabbogenbrücke neu errichtet wurde, die Gemeinde mit Grafenrheinfeld.

#### Schiene
Güterverkehr: Gleisanschluss an der Bahnstrecke Bamberg–Rottendorf im Industriegebiet Am Bahnhof
Personenverkehr: nächster Bahnhof ist Schweinfurt Hauptbahnhof (4 km)

#### ÖPNV
Bergrheinfeld ist an das Busliniennetz der Stadtwerke Schweinfurt und des Omnibusverkehr Franken (OVF) der DB Regio angeschlossen.

#### Schiff
Eine Schiffsanlegestelle an der Mainbrücke Bergrheinfeld am südmainischen Ufer (auf Grafenrheinfelder Seite) ist in Planung.

### Gewässer

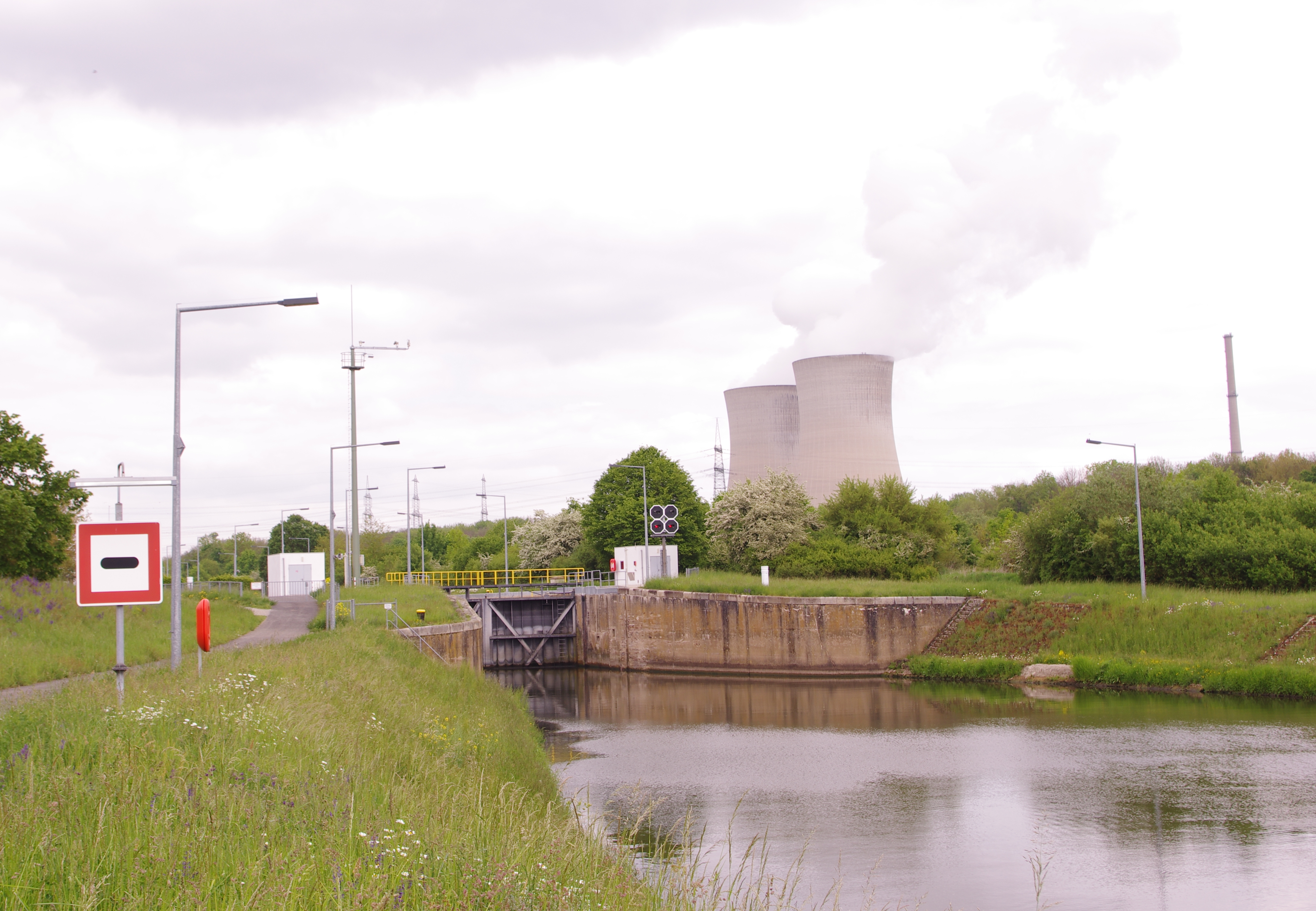
Schleuse Garstadt,
im Hintergrund das 2015 stillgelegte Kernkraftwerk Grafenrheinfeld

Der Main wurde im Raum Bergrheinfeld ab den 1950er Jahren zur Rhein-Main-Donau-Großschifffahrtsstraße ausgebaut. 1953 wurde die Staustufe Garstadt errichtet und 1956/57 der Main auf 203,10 m ü. NHN aufgestaut. An der Staustufe befinden sich ein Laufwasserkraftwerk und eine Schleuse.
Durch Kiesabbau entstanden durch zwei Schweinfurter Baufirmen Baggerseen: unweit der Schweinfurter Stadtgrenze durch Riedel Bau sowie südmainisch an der Grenze zu Grafenrheinfeld durch die Firma Tasch (Taschsee; siehe auch: Badeseen).

#### Deiche
Die beiden Gemeindeteile Bergrheinfeld und Garstadt sind durch Deiche, die unmittelbar am Main verlaufen, vor Hochwasser geschützt.

#### Flutpolder Bergrheinfeld
Auf der Bergrheinfelder Insel wurde 2003 für einen ca. 170 Hektar großen, gesteuerten Flutpolder eine Machbarkeitsstudie erstellt. Sie zeigte, dass der Standort für die Errichtung eines Polders geeignet ist, und die Regierung von Unterfranken stellte fest, dass der geplante Polder den Zielen des Landesentwicklungsprogrammes entspricht. Bei einem hundertjährlichen Hochwasserereignis (HQ100) könne mit optimaler Steuerung des Flutpolders ein Absenken des Wasserstandes des Mains um ca. 20 cm in der Strommitte erreicht werden. Die Kosten des Polders wurden auf ca. 15 Mio. Euro geschätzt.
Die Planungen des Polders trafen auf großen Widerstand der Bevölkerung und der örtlichen Landwirtschaft.
Der geplante Flutpolder wurde 2006 durch den Planungsausschuss des Regionalen Planungsverbandes der Region Main-Rhön auf Intervention der Gemeinde Bergrheinfeld, unterstützt vom Landkreis Schweinfurt, gestrichen.

### Leitungsknoten Bergrheinfeld

#### Entstehung

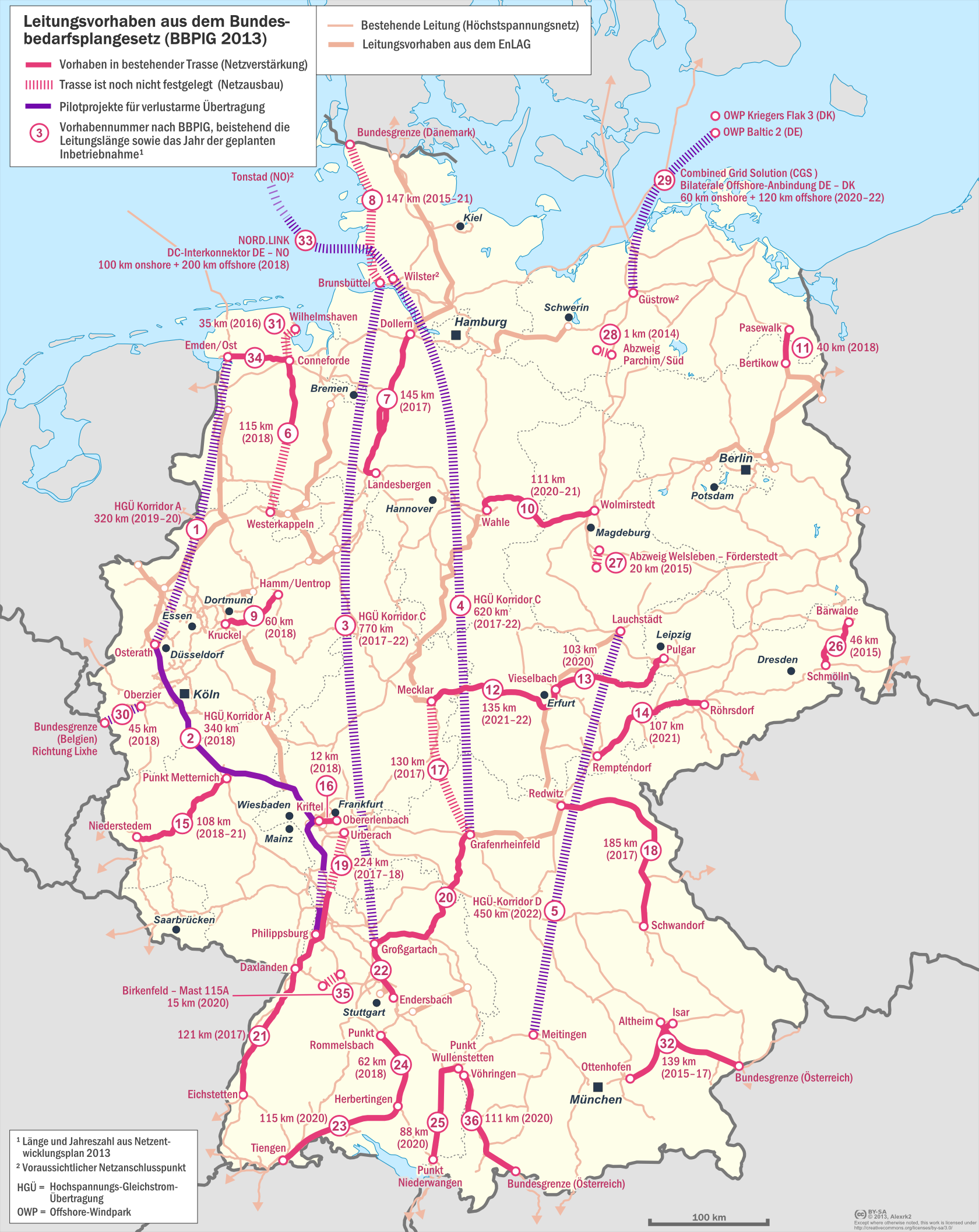
Leitungsvorhaben aus dem Bundesbedarfsplangesetz, Stand 2013

Einer der wichtigsten deutschen Leitungsknoten der Hochspannungs-Gleichstrom-Übertragung (HGÜ) liegt zwei Kilometer südwestlich vom Ort. Er entstand zusammen mit dem Umspannwerk Bergrheinfeld für das Kernkraftwerk Grafenrheinfeld (in Betrieb 1982–2015), das auf der gegenüberliegenden Mainseite liegt.

#### Bergrheinfeld West und Suedlink
Der Leitungsknoten wurde 2015 bis 2019 durch das neue Umspannwerk Bergrheinfeld West mit 380-/220-/110-kV-Transformatoren vom Übertragungsnetzbetreiber Tennet TSO für rund 100 Mio. Euro weiter ausgebaut. Es ist über vier Stromkreise (zwei 220 kV und zwei 380 kV) mit der Schaltanlage des Kernkraftwerks verbunden. Bergrheinfeld West soll ein Endpunkt von Suedlink werden, mit einer Gleichstromtrasse in Erdverkabelung.

#### Wechselstromtrasse P 43
2020 wurde bekannt, dass zusätzlich zur Gleichstromtrasse eine Fulda-Main-Leitung (P 43) als Wechselstromtrasse nach Bergrheinfeld geführt werden soll. Sie soll eventuell als Freileitung ausgeführt werden, da Wechselstromtrassen nur abschnittsweise und mit großem Aufwand (kleine Umspannwerke zwischen Erdkabel und Freileitung) erdverkabelt werden können.

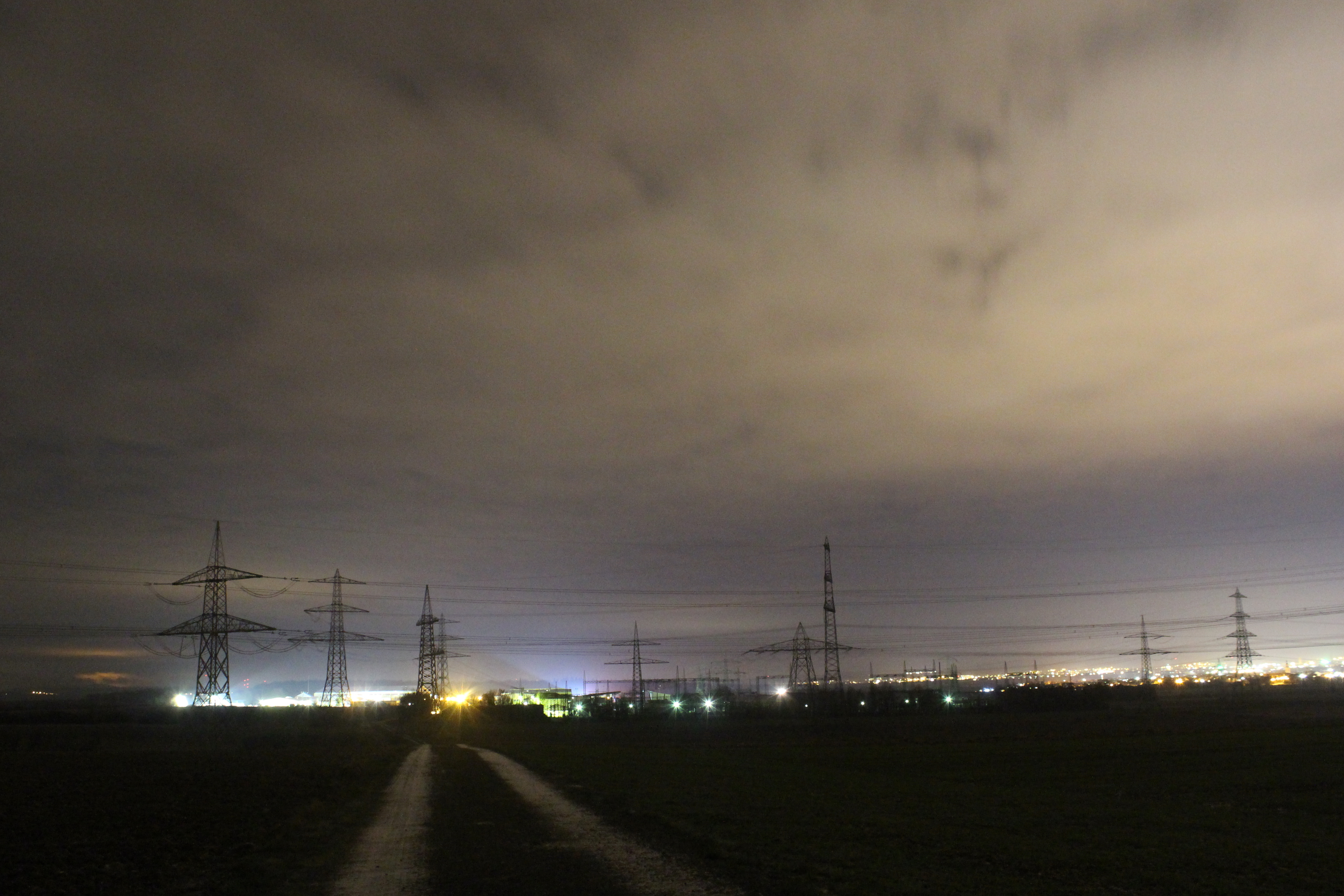
Umspannwerk Bergrheinfeld (um 1980) im Hintergrund rechts Schweinfurt
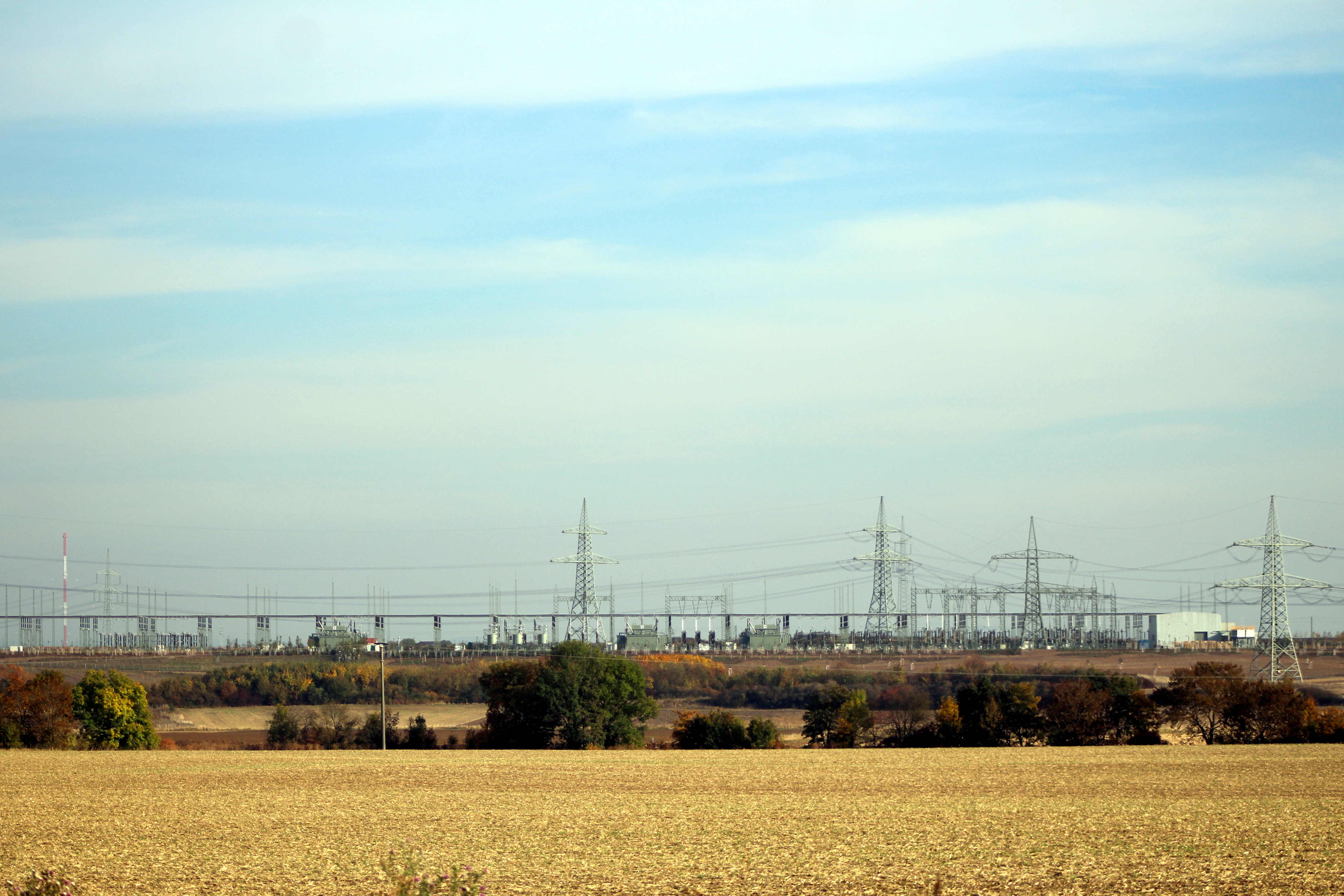
Umspannwerk Bergrheinfeld West (2019) mit 380-/220-/110-kV-Transformatoren
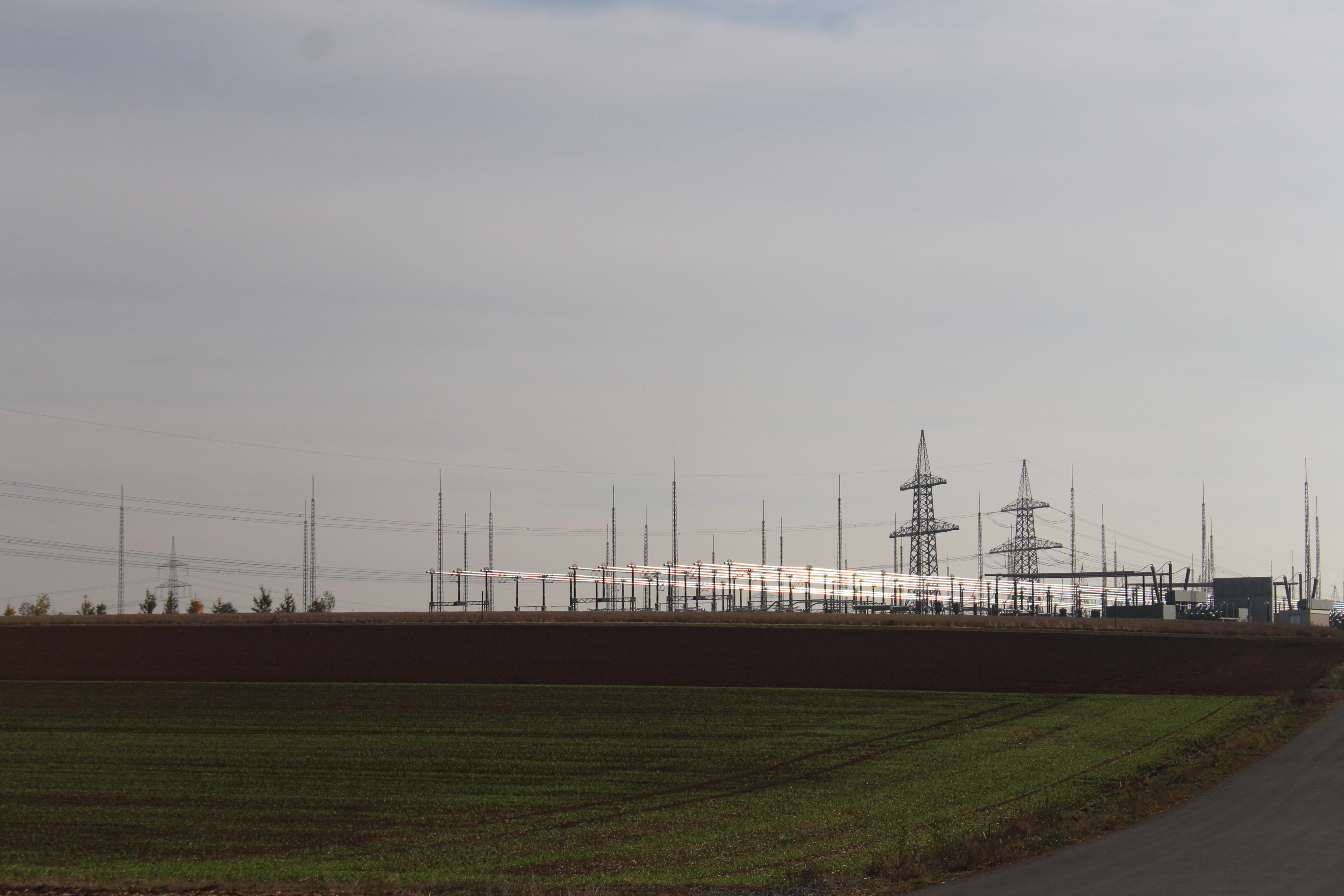
Bergrheinfeld West am Abend

## Söhne und Töchter der Gemeinde
- Michael Wecklein (1778–1849), römisch-katholischer Theologe und Geistlicher
- Stephan Eusemann (1924–2005), Professor für Textilkunst und Flächendesign

## Belege
1. ↑  Gemeinden, Kreise und Regierungsbezirke in Bayern, Einwohnerzahlen am 31. Dezember 2023; Basis Zensus 2022 (Hilfe dazu)
2. ↑  Bürgermeister. Gemeinde Bergrheinfeld, ehemals im Original (nicht mehr online verfügbar); abgerufen am 30. Mai 2020. (Seite nicht mehr abrufbar. Suche in Webarchiven)
3. ↑  Gemeinde Grafenrheinfeld/Der Ortsname. Archiviert vom Original (nicht mehr online verfügbar) am 28. Oktober 2020; abgerufen am 29. Oktober 2020.
4. ↑  0,29 ha bestockte Rebfläche nach Angabe der Bayerischen Landesanstalt für Weinbau und Gartenbau für das Jahr 2017
5. ↑  Gemeinde Bergrheinfeld in der Ortsdatenbank der Bayerischen Landesbibliothek Online. Bayerische Staatsbibliothek, abgerufen am 7. April 2020.
6. ↑  Gemeinde Bergrheinfeld, Liste der amtlichen Gemeindeteile/Ortsteile im BayernPortal des Bayerischen Staatsministerium für Digitales, abgerufen am 5. Dezember 2021.
7. ↑  BayernAtlas: Urpositionsblatt 1:25.000 Werneck, 1836 (mit später eingezeichneter Bahnlinie Schweinfurt–Würzburg ), Bereich Bergrheinfeld/Grafenrheinfeld. Abgerufen am 9. Oktober 2020.
8. ↑  Gemessen im BayernAtlas
9. ↑  Geschichte Bergrheinfelds. Gemeinde Bergrheinfeld, abgerufen am 15. Januar 2021.
10. ↑   Gemeinde Grafenheinfeld/Geschichtliches/Der Ortsname. Abgerufen am 7. Februar 2021.
11. ↑  Wilhelm Volkert (Hrsg.): Handbuch der bayerischen Ämter, Gemeinden und Gerichte 1799–1980. C. H. Beck, München 1983, ISBN 3-406-09669-7, S. 570.
12. ↑  https://www.statistikdaten.bayern.de/genesis/online?sequenz=tabelleErgebnis&selectionname=12411-001
13. 1 2  Der Gemeinderat Bergrheinfeld. Gemeinde Bergrheinfeld, abgerufen am 13. März 2022.
14. ↑  Wappen von Bergrheinfeld in der Datenbank des Hauses der Bayerischen Geschichte
15. ↑  Umspannwerk Bergrheinfeld West - TenneT. Abgerufen am 29. September 2020.
16. ↑  n-tv.de: Main-Radweg ausgezeichnet – Fünf Sterne vom ADFC. 27. August 2008.
17. ↑  Gemeinde Grafenrheinfeld: „Der Main und seine Bedeutung für Grafenrheinfeld“. Archiviert vom Original (nicht mehr online verfügbar) am 31. Oktober 2020; abgerufen am 29. Oktober 2020.  Info: Der Archivlink wurde automatisch eingesetzt und noch nicht geprüft. Bitte prüfe Original- und Archivlink gemäß Anleitung und entferne dann diesen Hinweis.
18. ↑  Gemeinde Grafenrheinfeld/Zeittafel. Archiviert vom Original (nicht mehr online verfügbar) am 13. November 2020; abgerufen am 6. November 2020.  Info: Der Archivlink wurde automatisch eingesetzt und noch nicht geprüft. Bitte prüfe Original- und Archivlink gemäß Anleitung und entferne dann diesen Hinweis.
19. 1 2  Wasserwirtschaftsamt Bad Kissingen/Flurpolder Bergrheinfeld. Abgerufen am 7. Oktober 2020.
20. ↑  Röthlein.de/Wegfall des Flutpolders in Bergrheinfeld erzeugte Widerspruch bei Röthleiner Räten. Ehemals im Original (nicht mehr online verfügbar); abgerufen am 7. Oktober 2020. (Seite nicht mehr abrufbar. Suche in Webarchiven)
21. ↑  Nicolai Kwasniewski: Gleichstromtrasse Sued.Link: Hier soll die neue Energieautobahn verlaufen. In: Spiegel Online. 5. Februar 2014. Auf Spiegel.de, abgerufen am 14. Januar 2019.
22. ↑  Versorgungssicherheit für Nordbayern: TenneT-Trafo erreicht Umspannwerk Bergrheinfeld West. In: Tennet.eu. 21. Juni 2017, abgerufen am 14. Januar 2019.
23. ↑  mainpost.de: Bad Kissingen: Was sagen denn die Bürger zur geplanten P 43? 17. Juli 2020. Archiviert vom Original (nicht mehr online verfügbar) am 9. Oktober 2020; abgerufen am 6. Oktober 2020.